# 디셉티콘

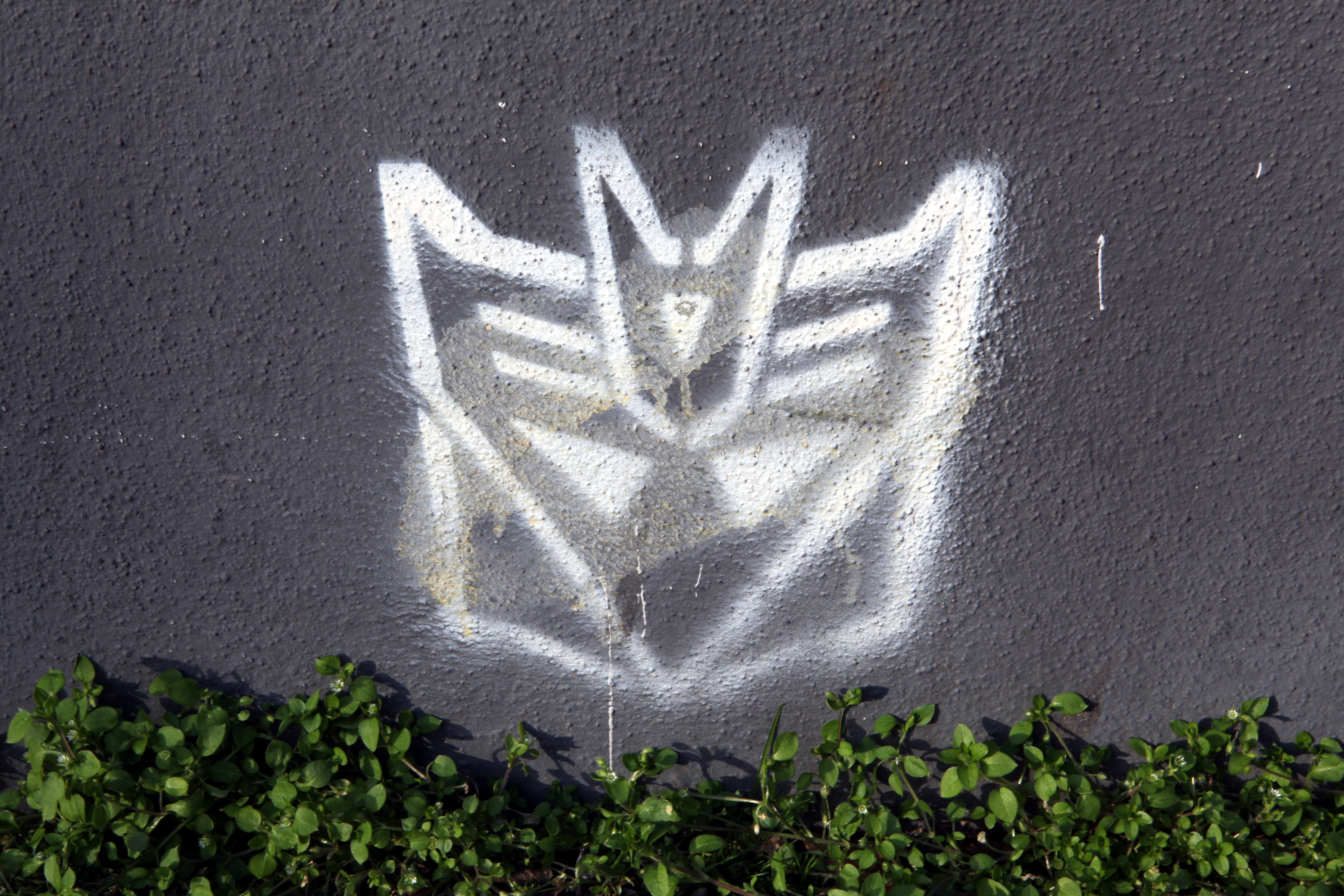
디셉티콘의 로고

디셉티콘(Decepticon)은 트랜스포머의 세력 중 하나로, 사이버트론 행성에서 살던 기계 생명체들이다. 오토봇이라는 세력과 대립 관계에 놓여있다.  다중우주 (멀티버스) 설정으로 오토봇과 대립하는 이유, 탄생 기원 등은 다른 작품, 다른 세계관 마다 다르다. 일본에서는 그들을 '데스트론'(デストロン)이라고 부르며, 이는 영어 'destruction'(파괴)에서 유래된 것입니다.

## 상세
디셉티콘은 리더 메가트론이 이끈다. 그외에 폴른, 스타스크림, 바리케이드 등이 있다. 이들은 이미 지구에 장착해 있었다. 메가트론이 지구에 불시착해서이다. 1편에서는 샘의 증조할아버지인 아치발드가 불시착해 얼어 있는 메가트론을 발견한다. 그러다 항법 장치를 실수로 작동시키고 만다. 그 외에도 2편에서는 중장비 7대가 합체하는 데바스테이터가 나온다. 3편에서는 리더급의 쇼크웨이브가 나온다.

## 같이 보기
- 오토봇
- 맥시멀